# Frederik Christoffer Bülow
Frederik Christoffer Bülow (født 19. maj 1811 i Aalborg, død 15. december 1890 på Helleruplund i Hellerup) var rådmand i Københavns Kommune 1858-70 og inspektør ved Ladegården. 
Han var søn af Hans Heinrich Eichstedt von Bülow (4. marts 1781 i Bogense – 10. februar 1825 i København) og Jensina Jørgensen (21. december 1790 i Stege – 2. februar 1860 i København).
Han optrådte også som kendt byggespekulant; således blev et stort område mellem Gammel Kongevej og Ladegårdsåen, (Åboulevard fra 1897), opkøbt af Bülow, der udstykkede området som grunde på Frederiksberg, hvorved bl.a. Bülowsvej, opkaldt efter ham, blev anlagt. Den direkte årsag til anlæggelsen af Bülowsvej var, at Bülow som følge af private grundinteresser ikke kunne få lov til at forlænge H.C. Ørsteds Vej frem til Gammel Kongevej. Som en slags protest anlagde han derfor en vej i sit eget navn ved at udnytte to ældre markveje.
Bülow var fremsynet og foretog store spekulative opkøb, både på Frederiksberg og på Blågårdsområdet mod Nørrebro, da første del af frigivelsen af det militære demarkationsterræn blev indledt i 1852. På Frederiksberg (der blev selvstændig kommune i 1857) opstillede Bülow den servitut ved videresalg af jord, at arealerne skulle forbeholdes villakvarterer og lav villabebyggelse.
I Blågårdsområdet var der derimod krav om byggeri i mindst tre etager og med minimum to lejligheder pr. etage. København savnede overordnede byggevedtægter på den tid, og bl.a. som følge af disse vilkår kunne Bülow sælge ud af sine jordbesiddelser uden nogen form for byggemodning, som vi kender det i dag, i form af nivellering, kloakering, anlæg af vej osv. Når det alligevel siden skete, blev køber pålagt at betale en årlig afgift til ham som godtgørelse for investeringen.
I årene mellem hans køb i 1852 og kommunens oprettelse i 1857 steg villagrundene på Frederiksberg i med 50 til 100 procent, hvilket illustrerer de fortjenester, han og andre i samtiden kunne opnå ved køb, salg og videresalg af grunde. Blågårdsgrundene steg samtidig med hele 150 til 250 procent.
I 1853 lod han selv en villa ved Søerne opføre i Ewaldsgade 5 ved arkitekten N.S. Nebelong. Den er i dag fredet.
I 1865 var Bülow en af medstifterne af Arbejdernes Byggeforening, hvor han også kom i bestyrelsen. Anledningen var, at byggeforeningen i begyndelsen var knyttet til Christianshavn, hvor Bülow var bestyrer af Frelserens Arbejdshus i Sofiegade; en fattiggård, der hørte til Vor Frelsers Sogn.
12. november 1841 blev han gift med Emilie Rasmine Hermann (17. december 1821 – Frederiksberg 23. februar 1849). Den 4. februar 1880 fik han naturalisationspatent som adelig. Han var Dannebrogsmand.